# Palacio de Altenstein

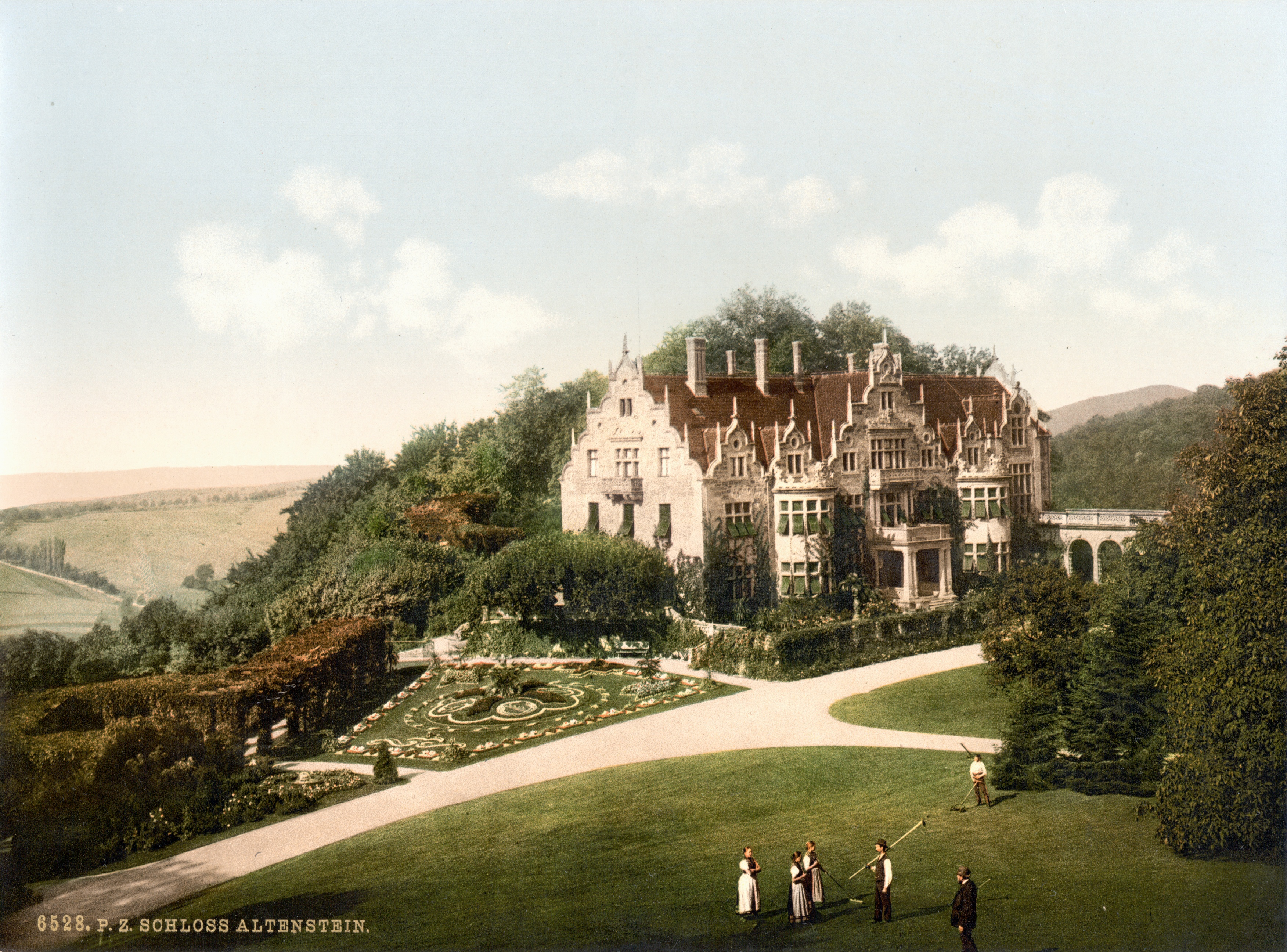
Palacio de Altenstein c. 1900.

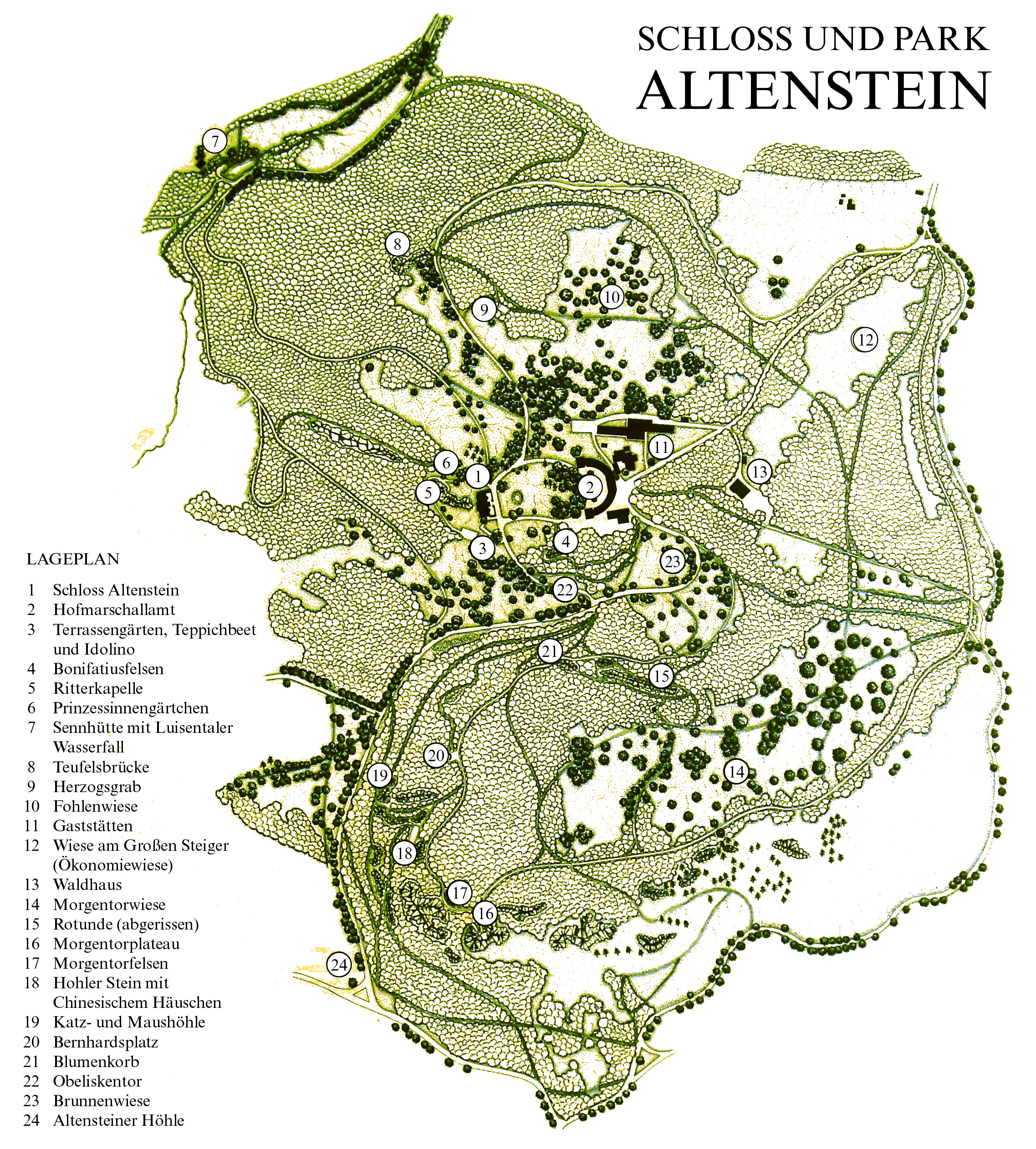

El Palacio de Altenstein se eleva sobre una montaña rocosa en la ladera suroccidental del bosque de Turingia, no lejos de Eisenach, Alemania. Fue la residencia de verano de los Duques de Sajonia-Meiningen, y está rodeado por 160 hectáreas (1,6 kilómetros cuadrados) de parque noble, que contiene, entre otros objetos interesantes, una remarcable caverna subterránea, de 280 metros de longitud, a través de la cual fluye un gran y rápido arroyo. 
Bonifacio, el apóstol de los germanos, vivió y predicó en Altenstein en 724 y construyó una capilla. El castillo original en este lugar fue mencionado en 774. El castillo fue destruido muchas veces, levantado y reconstruido no principalmente para uso defensivo, sino como mansión o palacio. Todavía pueden verse restos de las anteriores construcciones.
El actual palacio fue erigido en torno a 1750 y reconstruido dos veces. En 1982, fue destruido en un incendio y solo quedaron en pie los muros exteriores. Desde 1984, ha estado en proceso de reconstrucción, pero debido a la situación durante la Reunificación de Alemania, solo fueron reparados el tejado y las ventanas. El interior está en obras y se espera que esté terminado en 2015.
En las cercanías se encuentra el lugar en que Martín Lutero fue detenido en 1521 por orden del elector Federico el Sabio, para ser confinado en el castillo de Wartburg. Una vieja haya llamada "el árbol de Lutero", que la tradición relaciona con el reformador, fue derribada en 1841 y en su lugar se levanta un pequeño monumento.
Altenstein es parte de la población de Bad Liebenstein.